# James Hall (geolog)
Sir James Hall, 4:e baronet, född 17 januari 1761 i Dunglass, Haddingtonshire, död 23 juni 1832 i Edinburgh, var en skotsk geolog.
Hall var president i Royal Society of Edinburgh 1812–1820 . Han var plutonist och gav med experimentella bevis sitt stöd till James Hutton i dennes strid med neptunisten Abraham Gottlob Werner, men bidrog även till att avlägsna vissa överdrifter i Huttons teori.